# 火曜NEXT!
土曜NEXT!（どようネクスト）は、2024年6月9日からフジテレビと一部の系列局で日曜1:45 （JST、土曜深夜）より放送されている単発特別番組枠の名称である。本項では2020年10月22日から2023年9月6日まで放送されていた前身枠「水曜NEXT!」「火曜NEXT!」についても取り扱う。

## 概要

### 水曜NEXT!
フジテレビの若手ディレクター、プロデューサーが「フジテレビらしい」「置きに行かない」「新しい笑い」をテーマに、チャレンジングなバラエティ番組を制作する枠である。
基本的に1つの企画を2週連続・前後編に分けて放送していた。
オープニング映像は2022年3月までバーを舞台とした男女の愛憎劇風のものが使用されていたが、同年4月からは三村ロンドのナレーションによる簡潔なものに変更された。

### 火曜NEXT!
2022年10月改編で、当時間帯に『水曜RISE!』枠の新設に伴い曜日が変わり『火曜NEXT!』へ変更となった。「ノイタミナ」「+Ultra」に加え、4月改編より開始した「月曜PLUS!」と、前座枠「火曜ACTION!」、「水曜RISE!」とともに、「ストリームZone」と称し、これから次の時代を担うヒット番組・クリエイターを次々と誕生させる枠としていた。
変更当初は全6回の企画が構成されていたが、2022年11月9日以降は基本的に1つの企画を2週連続・前後編に分けて放送している。2023年10月より「ストイックOCTPATH!」が開始されることに伴い、2023年8月30日・9月6日の「ケーススタディ」をもって終了となった。

### 土曜NEXT!
「-NEXT!」シリーズのトライアル番組枠は一旦終了したが、2024年4月改編にて半年ぶりに復活し、30分番組のみならず、放送時間を柔軟に変動させながら放送するとされていた。実際には改編から2ヶ月後の6月9日に、「爆笑問題の結果発表～一緒に待ってもいいですか？～」から放送開始された。

## 放送リスト

### 放送リスト（水曜NEXT! ）

#### 2020年
| 放送日（フジテレビ） | 番組名                      | 出演 | 備考     |
| -------------------- | --------------------------- | --- | -------- |
| 10月22日・10月29日   | テレビで見せれるMAXさん     | 井上清華（フジテレビアナウンサー）                                                                                        |          |
| 11月5日・11月12日    | 普通に見てきてくれませんか? | 千原ジュニア、川島明（麒麟）                                                                                              |          |
| 11月19日・11月26日   | トークィーンズ              | 指原莉乃、いとうあさこ、若槻千夏、ファーストサマーウイカ、池田美優、3時のヒロイン（福田麻貴、ゆめっち、かなで）、生見愛瑠 | [ 注 1 ] |
| 12月3日・12月10日    | ゆるNSクラブ                | かまいたち（山内健司、濱家隆一）、生見愛瑠                                                                                |          |
| 12月17日・12月24日   | ペラりんこ                  | 山里亮太（南海キャンディーズ）、DJ松永（Creepy Nuts）、山之内すず、サーヤ（ラランド）、宮下草薙（草薙航基、宮下兼史鷹）   |          |

#### 2021年
| 放送日（フジテレビ） | 番組名                                                | 出演 | 備考 |
| -------------------- | ----------------------------------------------------- | --- | ---- |
| 1月14日・1月21日     | NO.1ツッコミGP KIREAJI                                | 濱家隆一（かまいたち）、小峠英二（バイきんぐ）、澤部佑（ハライチ）                                                       |      |
| 1月28日・2月4日      | 何人がかりでやってるの?                               | 宮川大輔、カズレーザー（メイプル超合金）、ねお                                                                           |      |
| 2月11日・2月18日     | エージェントーク                                      | カンニング竹山、ケンドーコバヤシ、屋敷裕政（ニューヨーク）、森田哲矢（さらば青春の光）、尾形貴弘（パンサー）             |      |
| 2月25日・3月4日      | オモシロダブルス                                      | 川島明（麒麟）、山崎弘也（アンタッチャブル）                                                                             |      |
| 3月11日・3月18日     | 令和にはありえない!?ニュースになったアゲ人生          | かまいたち（山内健司、濱家隆一）、渋谷凪咲（NMB48）、あんり（ぼる塾）                                                    |      |
| 4月15日・4月22日     | 芸人Qゅん                                             | おぎやはぎ（小木博明、矢作兼）、渋谷凪咲（NMB48）、山﨑夕貴（フジテレビアナウンサー）                                    |      |
| 4月29日・5月6日      | エージェントーク                                      | 小宮浩信（三四郎）、田中卓志（アンガールズ）、ハリウッドザコシショウ、山里亮太（南海キャンディーズ）                     |      |
| 5月13日・5月20日     | ひみつのイチバンボシ                                  | 劇団ひとり、松本まりか                                                                                                   |      |
| 5月27日・6月3日      | 日本一めんどくせぇ料理店                              | サンドウィッチマン（伊達みきお、富澤たけし）、わらふぢなるお（ふぢわら・口笛なるお）・永尾亜子（フジテレビアナウンサー） |      |
| 6月10日・6月17日     | アガる!ご当地検証バラエティ ポンポンジャポン          | 山崎弘也（アンタッチャブル）、EXIT（りんたろー。、兼近大樹）                                                             |      |
| 6月24日・7月1日      | かまいまち                                            | かまいたち（山内健司、濱家隆一）、朝日奈央                                                                               |      |
| 7月8日・7月15日      | オーナーになろう!小金持ちTV                           | 濱家隆一（かまいたち）、澤部佑（ハライチ）、福田麻貴（3時のヒロイン）                                                    |      |
| 7月22日・7月29日     | かまいたちの謎NSアワード                              | かまいたち（山内健司、濱家隆一）                                                                                         |      |
| 8月5日・8月12日      | ケンカ上等バラエティ バチッター                       | アンタッチャブル（山崎弘也・柴田英嗣）、髙橋ひかる                                                                       |      |
| 8月19日・8月26日     | 名もなき天才あざます                                  | 劇団ひとり、野田クリスタル（マヂカルラブリー）                                                                           |      |
| 9月2日・9月9日       | 東京ブロードウェイ                                    | ヒロミ、東野幸治 |      |
| 9月16日・9月23日     | エモろん〜この論文、エモくない!?〜                    | ハライチ（岩井勇気・澤部佑）・河合郁人（A.B.C-Z）                                                                        |      |
| 10月14日・10月21日   | 女優監督                                              | 中村ゆり・髙橋ひかる |      |
| 10月28日・11月4日    | 驚学!私のまったく知らない世界〜有名人が有名人を密撮〜 | 小峠英二（バイきんぐ）・田中卓志（アンガールズ）・山﨑夕貴（フジテレビアナウンサー）                                     |      |
| 11月11日・11月18日   | バチくるオードリー                                    | オードリー（若林正恭・春日俊彰）                                                                                         |      |
| 11月25日・12月2日    | ここにタイトルを入力                                  | 小峠英二（バイきんぐ）、バカリズム                                                                                       |      |
| 12月9日・12月16日    | ヒトなら                                              | みちょぱ（池田美優）、伊藤俊介（オズワルド）                                                                             |      |

#### 2022年
| 放送日（フジテレビ）  | 番組名                                     | 出演 | 備考     |
| --------------------- | ------------------------------------------ | --- | -------- |
| 1月20日               | バチくるオードリー特別編                   | オードリー |          |
| 1月27日・2月3日       | ボーっと過ごした人の“へぇ～”ノート         | 若林正恭（オードリー）、田中卓志（アンガールズ）、生見愛瑠（めるる） |          |
| 2月10日・2月17日      | 成功者はあえて逆の道を行く                 | 天海祐希、飯尾和樹（ずん）、金田哲（はんにゃ）、田村淳（ロンドンブーツ1号2号） |          |
| 2月24日・3月3日       | ショートショートショー〜世界一短い動画祭〜 | 見取り図（盛山晋太郎、リリー）、アインシュタイン（稲田直樹、河井ゆずる）、マヂカルラブリー（野田クリスタル、村上）、さらば青春の光（森田哲矢・東ブクロ）                                                    | [ 注 2 ] |
| 3月10日・4月2日（土） | Around the Corner                          | 山崎弘也（アンタッチャブル）、有村架純、山下美月（乃木坂46）、勝地涼、ダウ90000、明日のアー、梅棒、高崎かなみ、塩野瑛久、宮崎夏次系、佐久間みなみ（フジテレビアナウンサー）                                 | [ 注 3 ] |
| 4月14日・4月21日      | MAX追体験                                  | 出川哲朗、せいや（霜降り明星） |          |
| 4月28日・5月5日       | カイゾー人間!増殖中                        | アインシュタイン（稲田直樹、河井ゆずる）、新井恵理那 |          |
| 5月12日・5月19日      | 哀愁のど自慢、泣かないで...                | 尾上松也 |          |
| 5月26日・6月2日       | もっと評価されるべき審議会                 | 劇団ひとり、伊集院光、岩井勇気（ハライチ）、坂下千里子、佐久間宣行、清水あいり、平子祐希（アルコ&ピース） 後編ゲスト：ベッド・イン（益子寺かおり・中尊寺まい） 後編VTRゲスト:朝久兄弟（朝久裕貴・朝久泰央） |          |
| 6月9日、6月16日       | 笑DX                                       | 秋山竜次（ロバート） |          |
| 6月23日・6月30日      | 全日本アレオレ!発表会                      | アンタッチャブル |          |
| 7月7日                | スイッチマッチング                         | 鈴木福、みちお（トム・ブラウン）、長谷川忍（シソンヌ）、伊沢拓司、小島瑠璃子 |          |
| 7月14日               | クラフトマンシップ                         | 平子祐希（アルコ&ピース）、池田美優（みちょぱ） |          |
| 7月21日               | リッチマンDATE                             | アインシュタイン（稲田直樹、河井ゆずる）、マヂカルラブリー（野田クリスタル、村上）、村上佳菜子 |          |
| 7月28日・8月4日       | The House                                  | 満島ひかり、設楽統（バナナマン） |          |
| 8月11日               | いとしのサマーフィルム                     | LiLiCo、有村昆、こがけん、雪平莉左、ぱーてぃーちゃん、西山喜久恵 |          |
| 8月18日               | トークィーンズ傑作選                       | |          |
| 8月25日・9月1日       | 悪魔のサイフ                               | 中居正広 |          |
| 9月8日・9月15日       | 夜の顔                                     | 回により異なる |          |
| 9月22日・9月29日      | 街録じゃんけん                             | ハライチ、川栄李奈 |          |

### 放送リスト（火曜NEXT!）

#### 2022年
| 放送日（フジテレビ）                      | 番組名               | 出演                                                       | 備考     |
| ----------------------------------------- | -------------------- | ---------------------------------------------------------- | -------- |
| 9月28日 10月5日・12日・19日・26日 11月2日 | コムドットって何？   | コムドット                                                 | [ 注 4 ] |
| 11月9日・16日                             | 激談ひとり           | 劇団ひとり、盛山晋太郎（見取り図）、渋谷凪咲（NMB48）      | [ 注 5 ] |
| 11月23日・30日                            | 追跡！異名ジャーナル | 加藤浩次（極楽とんぼ） 、芝大輔（モグライダー） 、井桁弘恵 | [ 注 6 ] |
| 12月14日・21日                            | ガランキング         | アンタッチャブル、 ホラン千秋                              | [ 注 7 ] |

#### 2023年
| 放送日（フジテレビ） | 番組名                                              | 出演 | 備考      |
| -------------------- | --------------------------------------------------- | --- | --------- |
| 1月11日・18日        | にたもの3組                                         | 東野幸治 | [ 注 8 ]  |
| 1月25日・2月1日      | 東京ルーザーズ                                      | 平成ノブシコブシ、陣内智則、若槻千夏 |           |
| 2月8日・2月15日      | オスケバ                                            | カズレーザー（メイプル超合金）、加納（Aマッソ）、こやまたくや（ヤバイTシャツ屋さん） 芝大輔（モグライダー）、福田麻貴（3時のヒロイン）、古川優奈 | [ 注 9 ]  |
| 2月22日・3月1日      | shaddow                                             | バカリズム、滝沢カレン、渡辺隆（錦鯉） | [ 注 8 ]  |
| 3月8日・3月15日      | ステキな二番煎じ！！                                | 尾上松也、薄幸（納言）、朝日奈央 |           |
| 4月12日・4月19日     | アンタの話ーるどスポーツ あの人が解説席に座ってみた | アンタッチャブル | [ 注 8 ]  |
| 4月26日・5月3日      | 実家LIVE                                            | 東野幸治、サーヤ（ラランド） | [ 注 10 ] |
| 5月10日・5月17日     | 5月20日よる7時はTHE SECOND〜漫才トーナメント〜      | | [ 注 11 ] |
| 5月24日・5月31日     | バイバイSALE                                        | カズレーザー（メイプル超合金）、せいや（霜降り明星）、山崎怜奈                                                                                   | [ 注 12 ] |
| 6月7日・6月14日      | 俺たち今日はチートDAY                               | 小杉竜一（ブラックマヨネーズ）、秋山竜次（ロバート）、伊達みきお（サンドウィッチマン）                                                           |           |
| 6月21日・6月28日     | サンドウィッチマンの衝撃ギャップ                    | サンドウィッチマン | [ 注 10 ] |
| 7月5日・7月12日      | 超個人的フルコース                                  | 飯塚悟志（東京03） | [ 注 10 ] |
| 7月19日・7月26日     | うたたね                                            | 井上苑子、Anly、有華 | [ 注 10 ] |
| 8月2日・8月9日       | 下剋上バラエティ ゲノジョーコクジョーノゲ           | 村上信五（関ジャニ∞）、アインシュタイン |           |
| 8月16日・8月23日     | タイパの女王さま                                    | 水野美紀、ホラン千秋、藤本美貴、向井慧（パンサー）                                                                                               |           |
| 8月30日・9月6日      | ケーススタディ 〜禁断の恋愛実験〜                   | 河野純喜（JO1）、佐藤景瑚（JO1） 岡田結実、休井美郷、福田麻貴（3時のヒロイン）、森香澄                                                           | [ 注 13 ] |

### 放送リスト（土曜NEXT!）

#### 2024年
| 放送日（フジテレビ） | 番組名                                                             | 出演 | 放送時間            | 備考 |
| -------------------- | ------------------------------------------------------------------ | --- | ------------------- | ---- |
| 6月9日               | 爆笑問題の結果発表 〜一緒に待ってもいいですか?〜                   | 爆笑問題 | 60分（1:45 - 2:45)  |      |
| 6月16日              | 真夜中の怒れる男 〜今、世界で何が起きている？〜                    | カンニング竹山 | 30分（1:55 - 2:25)  |      |
| 6月30日              | マネー・ザ・ギャザリング                                           | 本宮泰風、街裏ぴんく | 30分（1:55 - 2:25)  |      |
| 7月7日               | あなたの国ではどうしてる？ 世界よなよなママ会                      | 澤部佑（ハライチ）、堤礼実（フジテレビアナウンサー） | 30分（1:50 - 2:20)  |      |
| 7月14日              | 遺影はコレでお願いします                                           | 後藤真希、塚地武雅（ドランクドラゴン）、伊藤利尋（フジテレビアナウンサー） | 30分（1:50 - 2:20)  |      |
| 8月18日              | 令和ロマンの失礼かもしれませんが、どういうつもり！？               | 令和ロマン、秋田孝訓 | 30分（1:45 - 2:15)  |      |
| 8月18日              | 丑三刻鑑賞会                                                       | 鈴木浩介、田中美保、好井まさお、Mtv、チキンボールチャンネル | 30分（2:15 - 2:45)  |      |
| 8月25日              | 答えは全て芸能人                                                   | 森田哲矢(さらば青春の光)、ゆうちゃみ、山本賢太(フジテレビアナウンサー)、藤森慎吾(オリエンタルラジオ)、布川ひろき(トム・ブラウン) はなわ、大山英雄、伊藤利尋(フジテレビアナウンサー) | 30分（1:45 - 2:15)  |      |
| 9月1日               | もしもの台本                                                       | 森田哲矢（さらば青春の光）、加納（Aマッソ）、アフロ（MOROHA） | 30分（1:45 - 2:15)  |      |
| 9月8日               | クイズバイヤー                                                     | 高橋茂雄（サバンナ） | 60分（1:45 - 2:45） |      |
| 9月15日              | 〜そもそも誰なの？バラエティ〜 あきやま魯山人                      | フジテレビアナウンサー（上垣皓太朗、西山喜久恵、佐々木恭子・島田彩夏） 秋山竜次（ロバート）                                                                                         | 50分(2:05 - 2:55)   |      |
| 9月29日              | みんな革命家（仮）                                                 | 向井慧（パンサー）、伊藤亜和 クロちゃん（安田大サーカス）、ゆきぽよ、加藤一二三、ぼく脳、アレン                                                                                     | 30分(2:05 - 2:35)   |      |
| 10月6日              | ペガサスボールセブン ★全国に散らばった7つの玉を集めて願いを叶えよ★ | ガクテンソク | 60分(2:00 - 3:00)   |      |

## ネット局

### ネット局（水曜NEXT!）
いずれの遅れネット局も編成の都合により一部番組が放送されない場合がある。
| 放送対象地域 | 放送局                | 系列           | 放送時間                     | 放送開始日     | ネット状況 | 備考       |
| ------------ | --------------------- | -------------- | ---------------------------- | -------------- | ---------- | ---------- |
| 関東広域圏   | フジテレビ（CX）      | フジテレビ系列 | 木曜 0:25 - 0:55（水曜深夜） | 2020年10月22日 | 【制作局】 | 【制作局】 |
| 宮城県       | 仙台放送（OX）        | フジテレビ系列 | 木曜 0:25 - 0:55（水曜深夜） | 2020年10月22日 | 同時ネット |            |
| 福島県       | 福島テレビ(FTV)       | フジテレビ系列 | 木曜 0:25 - 0:55（水曜深夜） |                | 同時ネット | [ 注 14 ]  |
| 福井県       | 福井テレビ（ftb）     | フジテレビ系列 | 木曜 0:25 - 0:55（水曜深夜） | 2021年4月15日  | 同時ネット | [ 注 15 ]  |
| 鹿児島県     | 鹿児島テレビ（KTS）   | フジテレビ系列 | 木曜 0:25 - 0:55（水曜深夜） | 2021年4月1日   | 同時ネット | [ 注 16 ]  |
| 広島県       | テレビ新広島（tss）   | フジテレビ系列 | 木曜 0:25 - 0:55（水曜深夜） | 2021年4月29日  | 遅れネット | [ 注 17 ]  |
| 福岡県       | テレビ西日本（TNC）   | フジテレビ系列 | 木曜 0:25 - 0:55（水曜深夜） | 2021年10月14日 | 遅れネット | [ 注 18 ]  |
| 熊本県       | テレビ熊本（TKU）     | フジテレビ系列 | 木曜 0:25 - 0:55（水曜深夜） | 2021年4月29日  | 遅れネット | [ 注 17 ]  |
| 北海道       | 北海道文化放送（UHB） | フジテレビ系列 | 金曜 1:20 - 2:20（木曜深夜） |                | 遅れネット | [ 注 19 ]  |
| 長崎県       | テレビ長崎（KTN）     | フジテレビ系列 | 木曜 0:35 - 1:05（水曜深夜） | 2021年10月21日 | 遅れネット | [ 注 20 ]  |
| 沖縄県       | 沖縄テレビ（OTV）     | フジテレビ系列 | 木曜 2:00 - 2:30（水曜深夜） | 2021年4月15日  | 遅れネット | [ 注 21 ]  |

#### 単発・不定期放送事例（水曜NEXT!)
特記なき場合は2週分連続放送。
- 近畿広域圏・関西テレビ（KTV）
  - 「オモシロダブルス」：2021年4月5日 1:00 - 1:59
  - 「アガる!ご当地検証バラエティ ポンポンジャポン」：2021年6月28日 1:30 - 1:59（前編）、2021年7月5日 1:35 - 2:04（後編）
  - 「オーナーになろう!小金持ちTV」：2021年10月4日 1:00 - 1:59
  - 「成功者はあえて逆の道を行く」：2022年4月23日 14:57 - 15:26（前編）、16:30 - 17:00（後編）
  - 「スイッチマッチング」：2022年10月5日 0:59 - 1:29
  - 「悪魔のサイフ」：2022年11月19日（前編）、26日（後編）ともに16：30 - 17:00　
  - 「もっと評価されるべき審議会」：2022年11月21日（前編）、28日（後編）ともに1:05 - 1:35
  - 「街録じゃんけん」：2022年12月5日（前編）、12日（後編）ともに2:00 - 2:29

### ネット局（火曜NEXT!）
| 放送対象地域 | 放送局                | 系列           | 放送時間                     | 放送開始日     | ネット状況 | 備考       |
| ------------ | --------------------- | -------------- | ---------------------------- | -------------- | ---------- | ---------- |
| 関東広域圏   | フジテレビ（CX）      | フジテレビ系列 | 水曜 0:55 - 1:25（火曜深夜） | 2022年9月28日  | 【制作局】 | 【制作局】 |
| 北海道       | 北海道文化放送（UHB） | フジテレビ系列 | 月曜 0:25 - 0:55（月曜深夜） |                | 遅れネット | [ 注 22 ]  |
| 長野県       | 長野放送（NBS)        | フジテレビ系列 | 火曜 0:25 -0:55 （水曜深夜） |                | 遅れネット |            |
| 広島県       | テレビ新広島（tss）   | フジテレビ系列 | 水曜 0:55 - 1:25（火曜深夜） | 2022年10月26日 | 遅れネット |            |

#### 単発・不定期放送事例（水曜NEXT!)
特記なき場合は2週分連続放送。
- 山口県・テレビ山口（tys）
  - 「下剋上バラエティ　ゲノジョーコクジョーノゲ」：2023年10月28日 24:58 - 25:28[6]
  - 「タイパの女王さま」：2023年11月19日 16:30 - 17:00[注 23]
  - 「超個人的フルコース」:2023年12月16日 24:58 - 25:28[7]